# Чебенька (верхний приток Сакмары)
Чебенька — река в России, протекает по Тюльганскому и Саракташскому районам Оренбургской области. Длина реки составляет 42 км.
Начинается на южном склоне горы Алебастровая. Течёт в южном направлении по открытой местности, протекает через сёла Надеждинка и Яковлевка. В низовьях протекает мимо населённых пунктов Гавриловка, Булгаково, Правда. Устье реки находится в 182 км по правому берегу реки Сакмара на высоте 122,2 метра над уровнем моря.

## Данные водного реестра
По данным государственного водного реестра России относится к Уральскому бассейновому округу, водохозяйственный участок реки — Сакмара от впадения реки Большой Ик и до устья. Речной бассейн реки — Урал (российская часть бассейна).
Код объекта в государственном водном реестре — 12010000712112200006459.

### Притоки (км от устья)
- 12[3] км: Казлаирка[2] (лв)
- Карабулак[4] (пр)
- Ансалям[4] (лв)
- Каратун[4] (лв)
- Кызылташ[4] (лв)